# سيد بلال
سيد بلال (1981 – 6 يناير 2011) مواطن مصري يقطن في الإسكندرية اعتقله رجال جهاز أمن الدولة هو ومعه الكثير من السلفيين للتحقيق معهم في تفجير كنيسة القديسين وقاموا بتعذيبه حتى الموت. وكانت الشرطة المصرية قد اقتادت سيد بلال من مسكنه فجر الإربعاء 5 يناير وأخضعته للتعذيب ثم أعادته إلى أهله جثة هامدة بعدها بيوم واحد. إثر مقتله بتسعة عشر يوما اندلعت ثورة 25 يناير أطاحت بالرئيس حسني مبارك وألقت بوزير الداخلية حبيب العادلي في سجن طرة، وكان مصرع سيد بلال أحد الأسباب المباشرة لاندلاع ثورة 25 يناير, وسمي اليوم الخامس عشر من أيام ثورة الغضب المصرية بيوم الشهيد بلال.

## نبذة عنه
سيد بلال يبلغ من العمر 30 عاما ومؤهل بدبلوم صناعي وعمل في شركة بتروجيت حتى عام 2006 حين اعتقل وأودع سجن ليمان أبي زعبل.ثم عمل براد لحام.وهو أب لطفل عمره سنة وشهران.وينتمي سيد بلال للجماعة السلفية في الإسكندرية وأدى صلاة الجنازة عليه شيخها ياسر برهامي وهي جماعة تنبذ العنف وترفض الإرهاب وأصدرت بيانا تستنكر فيه تفجير كنيسة القديسين
وكان مقتل سيد بلال من الأسباب التي أدت إلى قيام ثورة 25 يناير التي بدأ الدعوة إليها حركة شباب العدل والمساواة «المصرية الشعبوية» في 11 يناير 2011 م قبل دعوة صفحة خالد سعيد للنزول يوم 25 يناير بأسبوع وقد قتل خالد سعيد بواسطة الأمن كذلك قبل مقتل سيد بلال بفترة طويلة
.

## تفاصيل مصرعه
قال خالد شريف محامي سيد بلال وصهره أن الضابط حسام الشناوي هاتف سيد بلال صباح الثلاثاء 4 يناير وطلب منه الحضور في المساء من أجل استجوابه في قضية ما. ولما حضر سيد بلال إلى مقر أمن الدولة بشارع الفراعنة بالإسكندرية ذهبوا بمرافقته إلى منزله بغية تفتيشه حيث بعثروا محتوياتها واستولوا على القرص الصلب الخاص به. وفي السابعة من صباح الخميس ورد اتصال من مركز زقيلح الطبي إلى أهل سيد يفيدهم بالحضور لاستلام جثة سيد بلال حيث وجدوا بها جروحا ثاقبة في جبهة الرأس وسحجات متعددة بالساعدين الأيمن والأيسر وبالقدمين إضافة لسحجات وزرقان عند الخصر والعانة.
واشتهرت أجهزة الشرطة المصرية بتعذيب المواطنين لإجبارهم على اعتراف لجرائم لم يفعلوها بما يسمى تقفيل القضايا وتستخدم كل أنواع التعذيب النفسي والجسدي والصعق بالكهرباء والضرب في أماكن مؤلمة وحساسة
وذكر المستشفى أن مجهولين ألقيا بجثة سيد بلال أمام المستشفى قبيل أن يلوذوا بالفرار.ة وأن دقات قلب سيد بلغت 170 دقة في الدقيقة وأن ضغطه بلغ 30 على 50.

## التداعيات
حررت أسرة سيد بلال محضر اتهام لجهاز أمن الدولة بتعذيب ابنها حتى الموت أمام النيابة العامة وأرفقت معه التقرير الطبي. حيث شرعت نيابة الإسكندرية في فتح تحقيق موسع واستدعاء كل الضباط الذين وردت أسمائهم في المحضر للتحقيق. وهددت قيادة أمنية كبيرة في الإسكندرية إبراهيم بلال شقيق سيد وصهره خالد يوسف باعتقالهما إذا لم يتنازلا عن اتهام جهاز أمن الدولة حيث اجتمع بهما وعرض عليهما قرار اعتقال دون فيه اسمهما وسينفذ القرار إن هما لم يسقطا اتهامهما لجهاز أمن الدولة بقتل سيد. لكن أسرة سيد أصرّت على مواصلة الدعوى وحثت على سرعة إصدار التقرير الطبي للجثة حتى يتمكنوا من المطالبة بسرعة محاكمة الجناة. وقالت شقيقة سيد أن الأسرة لا زالت تحت ضغوط أمنية شديدة للتنازل عن الدعوى المرفوعة كما ذكرت أن صحة أم سيد قد تدهورت وأن زوجته قد أجهضت الجنين الذي في بطنها بسبب تردي حالتها. كما تعرض إبراهيم بلال توأم سيد إلى حالة شلل نصفي نفسي جراء الضغوط الأمنية على أسرته لثنيها عن اتهام جهاز المباحث بقتل شقيقه.

## ردود الفعل
- علق محمد البرادعي على الحادثة بقوله:«رحم الله السيد بلال ننتظر نتيجة التحقيق. إذا ثبت التعذيب لا بد من العقاب الرادع لكل مسؤول على كل مستوى. التعذيب انتهاك للإنسانية لا شأن داخلي».[10]
- تقدم مركز الشهاب لحقوق الإنسان ببلاغ إلى النائب ضد وزير الداخلية، اللواء حبيب العادلي، واللواء محمد إبراهيم، مدير أمن الإسكندرية، اتهمهما فيه بالتعذيب والقتل.[11]
- خروج مظاهرة في القاهرة تطالب بإقالة وزير الداخلية حبيب العادلي.[12]
- حملت حركة 6 أبريل والمعارضة في مصر المسؤولية عن مقتل سيد بلال للرئيس حسني مبارك ووزير الداخلية حبيب العدلي لأن الأمن أصبح كل هدفه حماية النظام الحاكم وعدم الإكتراث بسلامة المواطنين.
- مائتا شخصية عامة يرفعون بيانا يطالبون فيه بإقالة وزير الداخلية حبيب العادلي والتحقيق في مقتل سيد بلال.[13]

## قضية مقتل سيد بلال في المحاكم
قامت نيابة غرب الإسكندرية بتوجيه الاتهام في القضية إلى 5 من ضباط جهاز أمن الدولة المصري بالقبض على سيد بلال دون وجه حق هو وباقي زملائه، لإجباره على الاعتراف بتفجير كنيسة القديسين وقتله بعد تعذيبه لإجباره على الاعتراف بتفجير كنيسة القديسين، وقضى المستشار مصطفى تيرانة رئيس محكمة جنايات الإسكندرية في مصر في 20 مايو 2012 بحجز قضية مقتل سيد بلال إلى جلسة في 21 يونيو 2012 للنطق بالحكم، وكان أحد المتهمين الخمسة محمد عبد الرحمن الشيمي سليمان، وشهرته «علاء زيدان» محبوسا، أما الأربعة الباقون حسام إبراهيم محمد رضا الشناوي، وأسامة محمود عبد المنعم الكيسي، وأحمد مصطفى كامل، وشهرته أدهم البدري، ومحمود عبد العليم محمود علي، وجميعهم ضباط بجهاز أمن الدولة المنحل فرع الإسكندرية ومدينة نصر فكانو هاربين.
وفي 21 يونيو 2012 قضت محكمة جنايات الإسكندرية على المتهمين بالسجن المؤبد غيابيا والحبس المشدد 15 عاما لمحمد عبد الرحمن الشيمي (علاء زيدان)، قام بعدها محمود عبد العليم، ضابط أمن الدولة قسم المفرقات بتسليم نفسه، وحكمت المحكمة ببراءته في ديسمبر 2012، قام بعدها ثاني ضابط من المحكوم عليهم غيابيا وهو أسامة الكنيسي بتسليم نفسه والطعن بالحكم في مارس 2013، لكن محكمة النقض قضت برفض الطعن المقدم من ضابط أمن الدولة العليا، وأيدت الحكم الصادر من الجنايات بحبسه.

## مقالات مشابهة
- واقعة تعذيب خالد محمد سعيد.
- أحداث 2011 في مصر

## طالع
- مقطع فيديو يظهر ما يعتقد أنه جثة سيد بلال. على يوتيوب
- فيديو.. تقرير الجزيرة من منزل الأخ سيد بلال. على يوتيوب
- كلنا السيد بلال شهيد التعذيب | Facebook
- انا اسمى سيد بلال  على فيسبوك.